# Kvadrat
Pour plus de détails, voir Fiche technique et Distribution.
Kvadrat (/kvɐdˈrat/) est un long métrage documentaire écrit, réalisé et coproduit par Anatoly Ivanov et sorti en 2013. Le film explore les réalités du métier de DJ techno prenant pour exemple le travail d'Andrey Pushkarev, DJ russe. Filmé comme un hybride entre un road-movie et un clip musical, Kvadrat illustre à la fois le côté festif des clubs de nuit, et le côté moins connu de cette profession. Tourné en Suisse, en France, en Hongrie, en Roumanie et en Russie, le film omet volontairement les éléments typiques d’un documentaire: aucune interview, pas d’explications par voix off, pas de faits ni de chiffres. Il donne priorité à l’abondante musique techno, et laisse l’interprétation libre et détaillée au spectateur.
Cinématographiquement, Kvadrat se distingue par sa photographie couleur particulière, par sa conception sonore complexe, par son attention aux détails et par l'absence de structure dramatique classique, obtenus malgré un très faible budget.

## Synopsis
DJ Andrey Pushkarev se réveille dans son appartement à Moscou, met des disques vinyle dans un sac à roulettes et part pour l'aéroport Domodedovo, où il embarque pour un vol vers Zurich. À l’arrivée, il est accueilli par le promoteur du club Supermarket. Après s’être endormi à l’hôtel, le réveil sonne brusquement, il se lève, s’habille et part pour son job au milieu de la nuit. Une fois son DJ set terminé, il quitte le club pour prendre le train vers Genève. En route, au lieu d’admirer les paysages alpins, il dort.
Après une courte visite chez un ou une amie à Genève (le spectateur ne voit pas s'il s’agit d’un homme ou d’une femme), il s’envole pour retourner à Moscou. Ainsi, il termine la première boucle de l’histoire, répétée avec des légères variations tout au long du film, une métaphore d’un loop de musique techno.
Dans son appartement à Moscou, après avoir rapidement répondu à des demandes réservation sur Skype, il parcourt son énorme collection de vinyles techno pour préparer ses prochaines prestations. Un rasage rapide et il part en taxi pour la gare, où il embarque pour un train vers Saint-Pétersbourg.
Une fois à Saint-Petersbourg, il patiente dans l'appartement d'un ami, en écoutant des morceaux de musique sur Beatport. La nuit tombée, il est conduit en voiture à Barakobamabar, où il joue un set. Au petit matin, ses amis l’accompagnent vers le métro, l’un d’entre eux marchant à peine après avoir trop bu. Pushkarev revient à la gare en métro puis à pied, prenant un raccourci à travers le centre-ville.
De retour à Moscou, et à la case de départ d'une nouvelle boucle de l’histoire, il rend visite à des amis, et, autour d’un thé, argumente son rêve de jouer de la musique techno pendant la journée et ramener l’industrie des boîtes de nuit vers un mode de vie plus sain.
Après un court voyage en métro, il joue au club Mir, après quoi il s'envole de nouveau vers Genève. Sur place, il prend le même train qu’au début du film, traversant la boucle dans l’autre sens, en direction d’Olten via Berne. Accueilli par le promoteur du club, il va tout de suite au club local Terminus, où des problèmes techniques compliquent sa prestation. La platine Technics SL-1210 refuse de changer la vitesse de 45 tours par minute à 33 tours par minute. Plus tard, un technicien du club donne un coup de coude dans le bras de lecture. Fatigué, Pushkarev prend un taxi vers l’hôtel, où il vérifie des demandes de réservation sur son ordinateur portable.
Le matin, il prend le train vers Lausanne, puis change pour un TGV vers Paris. Après une prestation au bar 4 Éléments, il continue son voyage vers le hub de SWISS à Zurich, ou il échange pour un vol vers Budapest.
L'équipe sur place le transporte de Budapest à Kecel, où il joue dans le club Korona pour une foule énorme. Endormi dans la voiture sur la retour de retour vers Budapest, il rate le centre-ville décoré pour Noel et n’a que quelques heures pour refaire ses valises à l’hôtel, avant de repartir vers l’aéroport et recommencer la boucle.
Il s'envole vers Zurich, puis change pour un vol à Bucarest.
Récupéré à l'aéroport, il est conduit en voiture à Craiova, où il joue au club Krypton sans se reposer.
Le jour suivant, il dort dans la voiture qui traverse une tempête de neige de 2012, une des plus meurtrières de l'histoire de la Roumanie, pour arriver au club Midi de Cluj-Napoca. Il joue pour un public extatique, seulement pour se réveiller dans la même BMW cabossée roulant de nouveau à travers l’hiver.
Enfin, il arrive au bord de mer, regarde les vagues et le coucher de soleil et s'en va en silence, laissant son sac de vinyles sur la plage.

## Fiche technique
- Titre original : Kvadrat
- Accroches : A documentary about the realities of techno DJing (Un documentaire sur les réalités de DJing techno)
- Réalisation : Anatoly Ivanov
- Scénario : Anatoly Ivanov
- Production : Yury Rysev et Anatoly Ivanov
- Musique : artistes divers
- Photographie : Anatoly Ivanov
- Montage : Anatoly Ivanov
- Budget : 100 000 EUR[5]
- Pays d'origine :  France,  Russie
- Langue : russe, anglais
- Format : couleur - 1,78:1 1080p - stereo
- Genres : documentaire
- Durée : 107 minutes
- Dates de tournage : 27 août 2011 au 16 juillet 2012
- Public : tous publics

## Production
En raison des contraintes budgétaires, Anatoly Ivanov a agi en tant que scénariste, coproducteur, réalisateur, directeur de la photographie, monteur et ingénieur du son.

### Développement
Anatoly Ivanov a eu l'idée de créer Kvadrat après avoir terminé un impromptu moyen-métrage de 30 minutes sur un évènement des arts martiaux de Hong Kong en cantonais en février 2011. Il a proposé de filmer un documentaire réaliste à propos de DJing à Andrey Pushkarev, quand les deux se sont retrouvés dans l’appartement parisien du réalisateur peu après.
Anatoly Ivanov a fait équipe avec Yury Rysev pour assembler un financement privé du projet, initialement sous-évaluant par 5 le budget total requis. Une approche de réduction de coûts de production draconienne a permis de tourner le long métrage dans 5 pays, malgré le maigre budget, grâce, en partie, à la volonté de toute l'équipe du projet de travailler bénévolement sans aucune compensation financière.

### Lieux de tournage
Kvadrat a été filmé exclusivement in situ en:
- Suisse
  - Zurich
  - Genève
  - Olten
- France
  - Paris
  - Marseille
- Hongrie
  - Budapest
  - Kecel
- Roumanie
  - Bucarest
  - Craiova
  - Cluj-Napoca
- Russie
  - Moscou
  - Saint-Pétersbourg
  - Ijevsk, Oudmourtie
  - Votkinsk, Oudmourtie
  - Stepanovo, Oudmourtie

Ainsi que pendant des vols réguliers de SWISS et Ijavia, trajets en train des SBB CFF FFS, RZD et en Transports publics genevois, métro de Saint-Pétersbourg et métro de Moscou.

### Photographie
Le tournage a commencé le 27 août 2011 et s'est terminé le 16 juillet 2012. Il a duré 55 jours si l’on ne compte que les jours où la caméra tournait.
Le film a été tourné en format sphérique 1080p HD moyennant une paire de Canon 1D mark IV et seulement deux objectifs photo Canon.
Anatoly Ivanov a été seul à filmer et enregistrer le son pour le film, portant tout le matériel cinéma sur lui. Il a renoncé à utiliser les dollys, grues, jibs, steadicams, trépieds, sliders ou fixations de véhicule et a tourné Kvadrat exclusivement avec une caméra à épaule. Aucun éclairage supplémentaire n’a été utilisé non plus.

### Montage et postproduction
La postproduction et le montage en Final Cut Pro X ont commencé immédiatement après la fin du tournage. Cette phase a été rendue difficile par suite de problèmes techniques, comme la retouche de hot pixels sur les séquences vidéo et le matériel informatique inadéquat (un MacBook Pro 13" de 2011 et un casque Sony MDR7506).

### Musique
Le film contient 35 tracks joués par DJ Pushkarev, allant de la deep house à la dub techno, en passant par la techno minimale et l'electro.
1. “Abyss” de Manoo – Deeply Rooted House, 2008
2. “Direct” de Kris Wadsworth – NRK Sound Division, 2009
3. “La Grippe (Helly Larson Remix)” de George Soliis – Wasabi, 2011
4. “Air” de Havantepe – Styrax Leaves, 2007
5. “Mauna Loa” de Mick Rubin – Musik Gewinnt Freunde, 2009
6. “Soul Sounds (Freestyle Man Original Dope Remix)” de Sasse – Moodmusic, 2005
7. “Tammer (David Duriez Remix From Da Vault)” de Phonogenic – 20:20 Vision, 2000
8. “Track B1” de Slowhouse Two – Slowhouse Recordings, 2008
9. “Post” de Claro Intelecto – Modern Love, 2011
10. “Acid Face” de Scott Findley – Iron Box Music, 2003
11. “Warriors” de Two Armadillos – Secretsundaze Music, 2007
12. “Grand Theft Vinyl (JV Mix)” de Green Thumb vs JV – So Sound Recordings, 2004
13. “Tobacco (Alveol Mix)” de Kiano Below Bangkok – Only Good Shit Records, 2011
14. “When The Dark Calls” de Pop Out and Play – Alola, 2001
15. “Circular Motion (Vivid)” de Christian Linder – Phono Elements, 2002
16. “Blacktro (Demo 1)” de Jerome Sydenham and Joe Claussell – UK Promotions, 2007
17. “Green Man” de Mr. Bizz – Deepindub.org, 2008
18. “Tahiti” de Ben Rourke – Stuga Musik, 2011
19. “Willpower” de Joshua Collins – Prolekult, 2002
20. “Lullade For Rastko (Herb LF Remix)” de Petkovski – Farside, 2011
21. “Agape Dub” de Luke Hess – Modelisme Records, 2009
22. “Glacial Valley” de Makam – Pariter, 2011
23. “The Time” de Vizar – Jato Unit Analog, 2011
24. “Libido” de Sean Palm and Charlie Mo – Railyard Recordings, 2008
25. “Ahck (Jichael Mackson Remix)” de Minilogue – Wir, 2007
26. “Altered State (Artificial Remix)” de Jason Vasilas – Tangent Beats, 2004
27. “Modern Times (Dub Mix)” de Hatikvah – Baalsaal, 2009
28. “That Day (Loudeast Black Label Remix)” de DJ Grobas – Thrasher Home Recordings, 2004
29. “The Hills (John Selway Dub)” de Filippo Mancinelli and Allen May – Darkroom Dubs, 2011
30. “Running Man” de Petar Dundov – Music Man Records, 2007
31. “Ice” de Monolake – Imbalance Computer Music, 2000
32. “Lucky Punch” de Peter Dildo – Trackdown Records, 2006
33. “Live Jam 1” de Rhauder – Polymorph, 2011
34. “Can U Hear Shapes?” de Pop Out and Play – Alola, 2001
35. “Be No-One” de Charles Webster – Statra Recordings, 2001

## Thèmes
Outre la façade du travail de DJ observable dans un club de nuit, Kvadrat explore les thèmes moins connus du grand public : les déplacements, la fatigue, la privation de sommeil, l'autodestruction, l’absurdité, la solitude, le but de l’art et les stéréotypes de l’artiste.

## Genre
Anatoly Ivanov a combiné les genres d'un road movie et d’un clip musical, créant ainsi un musical contemporain, avec très peu de dialogue (faisant référence à la musique techno souvent sans paroles). Il a délibérément appliqué l’esthétique des films de fiction aux prises documentaires et en a éliminé les clichés afin d’obtenir une troisième catégorie, un résultat entre le genre fiction et  documentaire. En d’autres termes, un documentaire qui utilise les techniques de la fiction comme l’exposition, la métaphore et le symbolisme pour exprimer des idées, provoquer des émotions et poser des questions de manière implicite, au lieu de l’exposé, des interviews et de la voix off explicative pour communiquer des réponses de manière explicite.

## Sortie
Le film a été publié discrètement en qualité 720p sur Vimeo le 17 octobre 2013, avec des sous-titres anglais, français et russes, accumulant 53 000 visionnements (selon les données de septembre 2014, à ne pas confondre avec chargement de page). Le film a fait sa première en salle en DCP 2K lors du festival Kommt Zusammen,,,, à Rostock en Allemagne, le 18 avril 2014.

## Réception
Le public et la presse ont été surpris par la sortie en catimini sans aucune campagne marketing.
Les critiques ont salué les qualités esthétiques, atmosphériques, musical et méditatives du film, son caractère réaliste. Ainsi que la décision de renoncer les interviews traditionnelles et d’adopter un montage innovant.